# Daniel Osàcar Escrig
Daniel Osàcar Escrig (Barcelona, 1 de gener de 1936 - Barcelona, 18 de març de 2024) fou un empresari i polític català que milità a Convergència Democràtica de Catalunya.
El juny de 2009 la fiscalia de Barcelona va presentar una querella per apropiació indeguda i falsedat contra Fèlix Millet i Tusell i tres responsables i directius més del Palau de la Música Catalana, en el marc del cas Palau. En aquest cas, Daniel Osàcar rebé una condemna de 4 anys i 5 mesos de presó, que després se li ratificà en tres anys i mig, més una multa de 3,7 milions, per tràfic d'influències, blanqueig de diners, falsedat en document mercantil i falsedat comptable.